# Colomys goslingi
Colomys goslingi é uma espécie de roedor da família  Muridae. É a única espécie do género Colomys.
Pode ser encontrada em Angola, Burundi, Camarões, República do Congo, República Democrática do Congo, Guiné Equatorial, Etiópia, Gabão, Quénia, Libéria, Ruanda, Sudão, Uganda e Zâmbia.
Os seus habitats naturais são florestas subtropicais ou tropicais úmidas de baixa e de alta altitude, savanas úmidas, campos de gramíneas de baixa altitude subtropicais ou tropicais sazonalmente úmidos ou inundados, rios e rios intermitentes.